# Kontratenor
Kontratenor – śpiewak płci męskiej, który mimo przebytej mutacji głosu, dzięki odpowiedniej technice, jak i wrodzonym uwarunkowaniom, jest w stanie operować pełną skalą altu (kontratenor altowy), mezzosopranu (kontratenor mezzosopranowy) lub nawet sopranu (kontratenor sopranowy).
Ze względu na pracę krtani technika śpiewania głosem kontratenorowym przypomina śpiewanie falsetem – dynamiczne spektrum krtani zostaje ograniczone poprzez częściowe jej domknięcie, emisja głosu odbywa się bez wzmocnienia rezonatorem piersiowym, przy zmniejszonej elastyczności krtani. Zasadnicze różnice polegają na tym, że głos kontratenora, podobnie jak to się odbywa przy emisji naturalnego głosu klasycznego, ulega silnemu wzmocnieniu i udźwięcznieniu w rejonie obszarów twarzoczaszki (twarde podniebienie, zatoki). Dziś śpiewacy operujący tą techniką wykonują partie przeznaczone dla kastratów, którzy byli popularni zwłaszcza w epoce baroku. Należy jednak zaznaczyć, że głos kontratenora jest zasadniczo odmienny od głosu kobiecego (mniejszy wolumen i mniejsze nasycenie alikwotowe) i tym bardziej od większych głosów należących niegdyś do kastratów.
Popularyzatorem powrotu do używania głosu kontratenorowego w muzyce renesansowej i barokowej był Alfred Deller.
Słynnymi kontratenorami są m.in.: Franco Fagioli, Philippe Jaroussky, David Daniels, Andreas Scholl, Paul Esswood, David James, Klaus Nomi (właśc. Klaus Sperber), Vitas (właśc. Witalij Władasowicz Graczew), JJ. Z polskich kontratenorów największe uznanie zdobyli Robert Nakoneczny, Artur Stefanowicz, Jann, Piotr Łykowski, Jacek Laszczkowski, Jakub Józef Orliński, Michał Sławecki, Grzegorz Hardej i Dariusz Paradowski – ostatni jednoznacznie utożsamiany z naturalnym sopranem.
Amerykański kontratenor Derek Lee Ragin podkładał głos pod śpiew kastrata w filmie Farinelli: ostatni kastrat, jednak ze względu na ograniczoną w stosunku do Farinellego skalę głosu, górne partie śpiewanych utworów wykonywała polska sopranistka Ewa Małas-Godlewska; oba głosy połączono dzięki technice komputerowej (w filmie również pojawiają się utwory śpiewane samodzielnie przez wymienionych artystów).